# Anita Krumbach
Anita Krumbach (18. august 1967 er en dansk forfatter, der skriver skønlitteratur. Hendes romandebut var Natdyr, der udkom i 2008. I 2009 modtog hun Kulturministeriets Børnebogspris for Et mærkeligt skib.
Krumbach er uddannet lærer i billedkunst og dansk på N. Zahles Seminarium. Hun begyndte at læse illustrator på Danmarks Designskole, og debuterede som illustrator Jens Kovsteds billedbog Det store slæderæs i 2001.

## Hæder
- Kulturministeriets Børnebogspris for romanen Et mærkeligt skib, 2009